# نهر إشيكاري
نهر إشيكاري (باليابانية: 石狩川) هو ثالث أطول نهر باليابان، وأطول نهر في هوكايدو يبلغ طوله 268 كم (167 ميل). وتبلغ مساحة حوضه 14,330 كم² (5,530 ميل²)؛ مما يجعله ثاني أكبر نهر باليابان من حيث المساحة.

## الجغرافيا
يَنبُع من جبل إشيكاري ثم يتدفق إلى أساهيكاوا وسابورو في هوكايدو. ومن أ هم روافد النهر نهر تويوهيرا، وسوراشي، وأوريو. قبل 40,000 سنة كان نهر إشيكاري يصب في المحيط الهادئ بالقرب من مدينة توماكوماي. لكن انتقل مصّب النهر بفِعل الحمم البركانية إلى بحر اليابان كما هو حالياً.